# ホーム (ザ・コアーズのアルバム)
『ホーム』（Home）は、アイルランドのバンド、ザ・コアーズが2005年に発表した5作目のスタジオ・アルバム。アイルランドのトラディショナル・ソングのアレンジが中心となっている。

## 背景
キャロライン・コアーがトラディショナル・ソングから成るアルバムの制作を提案し、その後、1999年に死去したコアー兄妹の母が持っていた歌集から多くの曲が選ばれた。ジム・コアーによれば、「スパンシル・ヒル」は両親が頻繁に演奏していた曲で、ジムもよく両親と共演していたという。
本作にはトラディショナル・ソング以外の楽曲も収録された。「オールド・タウン」はフィル・ライノットがソロ・アルバム『The Philip Lynott Album』（1982年）で発表した曲のカヴァーで、ザ・コアーズは以前にも『ザ・コアーズ・アンプラグド』（1999年）で取り上げた。また、「ディミング・オブ・ザ・デイ」は、リチャード・トンプソンとリンダ・トンプソンが連名で発表したアルバム『Pour Down Like Silver』（1975年）に収録された曲のカヴァーだが、ザ・コアーズはボニー・レイットのヴァージョンを元にしており、この曲ではシャロン・コアーがリード・ボーカルを担当した。
スペインでは、ボーナス・トラック「リターン・トゥ・フィンゴール」及びボーナスDVDが追加されたヴァージョンがリリースされた。また、「リターン・トゥ・フィンゴール」は日本盤CDにも収録された。

## 反響・評価
母国アイルランドのアルバム・チャートでは1位を獲得し、フランスのアルバム・チャートでは最高5位に達して9週にわたりトップ10入りした。一方、全英アルバムチャートでは最高14位で、ザ・コアーズのフルレングス・アルバムとしては初めてトップ10入りを逃す。また、アメリカではBillboard 200入りを逃した。
本作からのシングル「ハート・ライク・ア・ホイール／オールド・タウン」もセールス的には大きな成功を収められず、アイルランドのシングル・チャートでは49位、全英シングルチャートでは68位に終わった。
音楽評論家のStephen Thomas Erlewineはオールミュージックにおいて5点満点のうち4.5点を付け、「ミッチェル・フルームは、心地よく磨き上げられたクロスオーヴァー・ポップ・アルバムとしての音作りを維持しながらも、ザ・コアーズが最も伝統的なケルト音楽のアルバムを作るように導いている」「最終的には、これまでのザ・コアーズの作品としては最も優れている、豊かで朗々としたアルバムになった」と評している。

## 収録曲
特記なき楽曲は、ザ・コアーズがトラディショナル・ソングをアレンジしたもの。7. 12. 13.はインストゥルメンタル。
1. マイ・ラーガン・ラヴ - "My Lagan Love" - 4:20
2. スパンシル・ヒル - "Spancill Hill" - 5:08
3. ペギー・ゴードン - "Peggy Gordon" - 4:26
4. ブラック・イズ・ザ・カラー - "Black Is the Colour" - 3:49
5. ハート・ライク・ア・ホイール - "Heart Like a Wheel" (Anna McGarrigle) - 3:53
6. ブッカル・オン・エアルン - "Buachaill Ón Éirne" - 3:14
7. オールド・ハグ - "Old Hag" - 3:43
8. ムーアロック・ショア - "Moorlough Shore" - 4:17
9. オールド・タウン - "Old Town" (Philip Lynott, Jimmy Bain) - 3:47
10. ディミング・オブ・ザ・デイ - "Dimming of the Day" (Richard Thompson) - 2:57
11. ブリッジ・オグ・ニ・ワイエ - "Bríd Óg Ní Mháille" - 3:39
12. ヘイスト・トゥ・ザ・ウエディング - "Haste to the Wedding" - 2:27

### ボーナス・トラック
1. リターン・トゥ・フィンゴール - "Return from Fingal" - 4:14

## 参加ミュージシャン
- アンドレア・コアー - ボーカル、ティン・ホイッスル
- シャロン・コアー - ボーカル(#10)、ヴァイオリン、バッキング・ボーカル
- キャロライン・コアー - バウロン、バッキング・ボーカル
- ジム・コアー - ギター、キーボード

アディショナル・ミュージシャン
- アンソニー・ドレナン - ギター、マンドリン(#1 - #4, #6 - #12)
- Fiachra Trench - ストリングス・アレンジ
- キース・ダフィ - ベース
- ジェイソン・ダフィ - ドラムス(#1, #7, #12)
- マット・チェンバレン - ドラムス(#2, #3, #4, #6, #8, #9, #11)
- ピート・トーマス - ドラム・ループ
- Kieran Kiely - アコーディオン(#2, #7, #8, #12)
- ジョン・マクシェリー - イリアン・パイプス、ロウ・ホイッスル(#7, #12)
- ローナン・ドゥーニー - ピッコロトランペット(#9)
- マイケル・バックリィ - サクソフォーン(#9)
- BBCコンサート・オーケストラ(#1 - #6, #8 - #11)